# Ophiopogon acerobracteatus
Ophiopogon acerobracteatus är en sparrisväxtart som beskrevs av Ru Huai Miao, W.B.Liao, J.H.Jin och W.Q.Liu. Ophiopogon acerobracteatus ingår i släktet Ophiopogon och familjen sparrisväxter. Inga underarter finns listade i Catalogue of Life.